# John Rees (Schauspieler)
John Morgan Rees  (* 6. März 1927 in Port Talbot, Wales; † Oktober 1994 in Spanien) war ein britischer Schauspieler.

## Leben
Rees spielte seit den 1960er Jahren in zahlreichen britischen Kinofilmen; außerdem hatte er regelmäßig Rollen in britischen Fernsehserien.
1961 spielte er in dem Kriegsfilm Sieben gegen die Hölle eine Hauptrolle als Private T.E „Taff“ Evans, ein junger, freundlicher, angenehmer, ruhiger und unbekümmerter walisischer Gefreiter, der von einem Heckenschützen getötet wird. Ebenfalls 1961 hatte er eine Hauptrolle als Offizier in dem von der ostdeutschen DEFA für das DDR-Fernsehen produzierten Kriegsdrama Der Schwur des Soldaten Pooley, einer auf Tatsachen beruhenden Geschichte über ein im Mai 1940 in der Nähe von Dünkirchen von deutschen Soldaten unter Führung von Fritz Knöchlein verübtes Massaker an britischen Offizieren. In der Folgezeit erhielt Rees als Charakterdarsteller dann allerdings häufig nur noch Nebenrollen. In der im Sommer und Herbst 1961 in Swansea gedrehten Komödie Lieben kann man nur zu zweit, einer Adaption der Buchvorlage That Uncertain Feeling von Kingsley Amis, mit Peter Sellers in der Hauptrolle spielte er einen Busschaffner. An der Seite von Stanley Baker spielte er einen Polizeisergeant in dem Kriminalfilm Das Netz (1962). Ende der 1960er Jahre spielte er die Rolle des Cuthbert in dem Historienfilm Alfred der Große – Bezwinger der Wikinger an der Seite von David Hemmings und Michael York.
1971 war er unter der Regie von Joseph Losey in dem britischen Spielfilm Der Mittler in der Rolle des Blunt zu sehen. In der Literaturverfilmung Unter dem Milchwald spielte er 1972 die Rolle des Schusters Jack Black, der in seinen mitternächtlichen Wutanfällen, mit der Bibel in der Hand, davon träumt, junge Paare beim Liebesspiel zu erschrecken und mit dem Ledergürtel zu züchtigen. In der US-amerikanischen Miniserie Holocaust – Die Geschichte der Familie Weiss spielte er 1978 den Chef des Reichskriminalpolizeiamtes Arthur Nebe. In dem Horrorfilm Der Todesschrei (Regie: Jerzy Skolimowski) war er gemeinsam mit Alan Bates und Susannah York zu sehen; er spielte darin einen Polizeibeamten.
Kleine Rollen hatte Rees Ende der 1970er/Anfang der 1980er Jahre in den Kinofilmen Das tödliche Dreieck, Jäger des verlorenen Schatzes und Die Nadel, in denen er verschiedene Militärtypen spielte, einen SS-Offizier, einen Unteroffizier und einen Flottenmaschinisten. 1988 spielte er unter der Regie von Michael Radford den Baines in dem Liebesdrama Die letzten Tage in Kenya.

## Filmografie
- 1961: Der Schwur des Soldaten Pooley (The Story of Private Pooley)
- 1961: Sieben gegen die Hölle (The Long and the Short and the Tall)
- 1962: Lieben kann man nur zu zweit (Only Two Can Play)
- 1962: Das Netz (A Prize of Arms)
- 1963: Lucie und der Angler von Paris (Fernsehfilm)
- 1965: Simon Templar (The Saint, Fernsehserie, Folge 3x18)
- 1966: Das Quiller-Memorandum – Gefahr aus dem Dunkel (The Quiller Memorandum)
- 1966, 1968: Softly, Softly (Fernsehserie, 4 Folgen)
- 1969: Alfred der Große – Bezwinger der Wikinger (Alfred the Great)
- 1967, 1971: Task Force Police (Z-Cars, Fernsehserie, 6 Folgen)
- 1971: Der Mittler (The Go-Between)
- 1972: Unter dem Milchwald (Under Milk Wood)
- 1972: Van der Valk (Fernsehserie, Folge 1x03)
- 1973: Ein Fall für Scotland Yard (New Scotland Yard, Fernsehserie, Folge 2x06)
- 1973: Doctor Who (Fernsehserie, 2 Folgen)
- 1974: Crown Court (Fernsehserie, Folge 3x133)
- 1975: Der Doktor und das liebe Vieh (All Creatures Great and Small, Fernsehfilm)
- 1978: Holocaust – Die Geschichte der Familie Weiss (Holocaust, Miniserie, Folge 3)
- 1978: Der Todesschrei (The Shout)
- 1979: Das tödliche Dreieck (Hanover Street)
- 1981: Jäger des verlorenen Schatzes (Raiders of the Lost Ark )
- 1981: Die Nadel (Eye of the Needle)
- 1982: Teuflische Signale (The Sender)
- 1984: Redwing – Flucht vor dem schwarzen Droiden (Starship)
- 1985: Button – Im Sumpf der Atommafia (Defence of the Realm)
- 1985: Eine demanzipierte Frau (Plenty)
- 1986: Gunbus (Sky Bandits)
- 1988: Die letzten Tage in Kenya (White Mischief)
- 1988: The Bill (Fernsehserie, Folge 4x26)
- 1989: Saracen (Fernsehserie, Folge 1x06)